# Peter Skautrup
Jens Peter Andreas Skautrup (* 21. Januar 1896 in Grove, Herning Kommune; † 5. August 1982 in Aarhus) war ein dänischer Sprachwissenschaftler, der als Professor für Skandinavistik an der  Universität Aarhus wirkte. Sein Fokus lag auf jütischer Dialektologie und dänischer Sprachgeschichte; sein Hauptwerk ist eine vierbändige Geschichte der dänischen Sprache.

## Leben
Skautrup wuchs als Sohn des Lehrers Niels Jensen und der Anne Kirstine Pedersen im mittleren Jütland auf. Skautrup war der letzte Wirkungsort des Vaters und wurde von der Familie 1921 als Familienname angenommen. Von 1915 bis 1922 studierte er an der Universität Kopenhagen Dänisch, Geschichte und Englisch. 1921 heiratete er die Krankenpflegerin Ester Bengtsson.
1928 wurde Skautrup Dozent an der damals neu errichteten Universität Aarhus, und von 1934 bis 1966 hatte er deren Lehrstuhl für nordische Sprachen inne. 1953 bis 1955 amtierte er zudem als Rektor der Universität. 1932 gründete er das Institut for Jysk Sprog- og Kulturforskning (Institut für jütische Sprach- und Kulturforschung), das er bis 1966 leitete; dessen Zeitschrift Sprog og Kultur leitete er bis zu seinem Tod (insgesamt 28 Bände, 1932–1978).

## Schaffen
Von 1922 bis 1928 (ab 1924 als Redaktor) arbeitete Skautrup am vielbändigen Wörterbuch der dänischen Sprache mit, dem Ordbog over det danske Sprog. 1927 bis 1930 publizierte er eine methodisch bahnbrechende Analyse des Wortschatzes seiner jütischen Mundart, des Hardsysselmål, für deren Entwurf er 1926 die Goldmedaille der Universität Kopenhagen erhalten hatte. 1932 begründete er das Wörterbuch der jütischen Mundart (Jysk Ordbog), für welches das Institut für jütische Sprach- und Kulturforschung das Quellenmaterial erhob und dessen leitender Redaktor er bis zu seinem Tode war; die erste Lieferung erschien 1970. Auch jütische Dialektliteratur publizierte Skautrup, darunter 1942 Steen Steensen Blichers Erzählband E Bindstouw von 1842.
1926 bis 1951 arbeitete er an der wissenschaftlichen Edition der verschiedenen Handschriften des hochmittelalterlichen Jütischen Rechts, und 1932 bis 1936 arbeitete er an der Herausgabe der Handschriften von Eriks Seeländischem Recht. Sein Hauptwerk war die vierbändige und um einen Registerband ergänzte Geschichte der dänischen Sprache, Det danske sprogs historie (publiziert 1944 bis 1970), worin seine Auffassung von Sprache als einer Spiegelung von Gesellschaft und Kultur deutlich wird.
Skautrup war an der dänischen Rechtschreibreform von 1948 sowie an der Gründung des Dänischen Sprachrates (Dansk Sprognævn) beteiligt, dessen erster Vorsitzender er von 1955 bis 1961 war. Er saß auch beispielsweise in der Leitung der Dänischen Sprach- und Literaturgesellschaft, der Forening Danmarks folkeminder (einer volkskundlichen Organisation) und dem Leitungskomitee des Kulturhistorisk leksikon for nordisk middelalder. Am Radio erläuterte er in seiner Serie Arv og gæld i ordenes samfund den dänischen Wortschatz. Zeitweilig arbeitete er auch an Trap Danmark mit, einer umfassenden Beschreibung des Königreichs Dänemark.

## Ehrungen
Skautrup wurde zum Ritter und zum Kommandeur des Dannebrogordens ernannt und war Träger des Ehrenzeichens des Dannebrogordens. Er war Mitglied der Königlich Dänischen Akademie der Wissenschaften sowie weiterer norwegischer und schwedischer Organisationen und war Ehrendoktor der Hochschule Stockholm (heute Universität Stockholm). 1951 erhielt er den Augustinus-Preis sowie 1968 den Ehrenpreis des G. E. C. Gads Fonds.
Das von ihm gegründete Institut an der Universität Aarhus trägt heute den Peter Skautrup Centret for Jysk Dialektforskning.

## Publikationen (Auswahl)
- Et Hardsysselmål, Bände I–II, 1927–1930, Register 1979
- Jyske Lov (= Danmarks gamle Landskabslove med Kirkelovene. Bände II–III), 1926–1951, dazu Handausgabe mit Übersetzung 1933–1941
- Eriks Sjællandske Lov (= Danmarks gamle Landskabslove med Kirkelovene. Band V), 1936
- Steen Steensen Blicher: E Bindstouw, 1942 (Herausgabe, mit Übersetzung und Kommentar)
- Det danske Sprogs Historie, Bände I–IV, 1944–1968, Register 1970
- Dansk sprog og kultur, 1976 (Sammelband früher publizierter Aufsätze)